# Автомагістраль А47 (Франція)
Автомагістраль A47 — шосе в центральній Франції простягажться на 29.5 кілометрів. Завершене у 1983 році воно з’єднує Живор (Ліон) із Сент-Етьєном. Воно також обслуговує передмістя на південний захід від Ліона та на схід від Сент-Етьєна.

## Характеристики
- Безкоштовна автострада
- 2х2 смуги
- 45 км завдовжки

## Історія
- 1953 і 1962: Відкриття центральної ділянки між Сен-Шамон і Рів-де-Ж'є (теперішня розв'язка 11).
- 1970: Відкриття розширення до Givors. У Живорі A47 побудовано на місці старої дороги, через що вона проходить поблизу сусідніх будівель, створюючи шумове забруднення.
- 1983: Відкриття короткої ділянки між Живор і перетином з автомагістралями A7 і A46. У результаті Ліон і Сент-Етьєн повністю з’єднані автомагістраллю від початку до кінця.
- 1991: Відкриття об'їзної дороги Сен-Шамон. Старий A47 через St-Chamond був перенумерований як D288 (швидкісна дорога).
- 1998: для Чемпіонату світу з футболу ділянку між Сен-Шамондом і Сент-Етьєном було розширено до 2x3 смуг, але ця ділянка має номер RN88.

## Майбутнє
Існують плани перетворити ділянки A47 на міський бульвар, якщо А45 до Ліона та Сент-Етьєна в обхід Живора буде побудовано.